# Вальдемар Кобер
Вальдемар Кобер (нім. Waldemar Kober; 14 грудня 1898, Берлін — 3 жовтня 1955, Гамбург) — німецький військовий інженер, контрадмірал-інженер крігсмаріне (1 лютого 1944).

## Біографія
1 жовтня 1914 року вступив у кайзерліхмаріне. Учасник Першої світової війни. Після демобілізації армії залишений в рейхсмаріне. З 27 травня 1939 року — консультант відділу корабельних машин ОКМ. З 7 листопада 1939 року — інженер-будівельник в штабі командувача броненосцями, з 6 березня по 30 грудня 1940 року — розвідувальними частинами. З 8 січня 1941 року — начальник відділу парових машин Головного кораблебудівельного управління ОКМ. З 5 лютого 1943 року — директор морської служби спорядження і ремонту в Лібау. 6 червня 1943 року переданий в розпорядження головнокомандувача ВМС на Балтійському морі. З 18 серпня 1943 року — офіцер зв'язку Головного комітету кораблебудування ОКМ. З 23 листопада 1943 по 15 грудня 1944 року — комендант військових верфей Ла-Рошелі. З 4 січня 1945 року — начальник групи виробництва кораблів і верфей Кораблебудівного управління ОКМ. 8 травня 1945 року взятий в полон союзниками. В червня 1947 року звільнений. 

## Нагороди
- Залізний хрест 2-го і 1-го класу
- Почесний хрест ветерана війни з мечами
- Медаль «За вислугу років у Вермахті» 4-го, 3-го і 2-го класу (18 років)
- Іспанський хрест в сріблі
- Нагрудний знак флоту